# Fredric Thingvall
Fredric Thingvall, född 3 november 1747 i Råneå socken, död 14 november 1829 i Nederkalix socken, var en svensk präst och väckelsepredikant.
Fredric Thingvall var son till kaptenen Carl Thingvall och Catharina Blix. Redan vid tolv års ålder inskrevs han med två yngre bröder vid Uppsala universitet, där han avlade filosofie kandidatexamen 1772. Thingvall prästvigdes 1772 sedan han kallats att bli huspredikant i Stockholm hos friherre Johan Löwen. Han innehade olika tjänster som huspredikant, nådårspredikant, adjunkt och lärare i Stockholm innan han 1779 återvände till hemtrakterna efter ha förordnats till adjunkt åt komministern i Nederkalix. Initiativet till detta anses ha kommit från officeren friherre Simon Wilhelm Carpelan, som var bosatt i Kalixbygden och som var påverkad av den herrnhutiska väckelsen.
Men redan i Uppsala eller i Stockholm hade Thingvall kommit i kontakt med herrnhutismen. I Nederkalix samlade han i strid mot konventikelplakatet befolkningen till religiösa sammankomster i sitt hem i vad som har kallats den Thingvallska väckelsen. Till hans anhängare hörde makarna Carpelan men även prästen Nils Wiklunds yngre bror Erik Wiklund. Thingvall höll också sammankomster bland allmogen ute i byarna, där man introducerade nya väckelseskrifter, och man lät Thingvalls egna predikningar cirkulera i avskrifter i bygden. Som sångbok använde man givetvis Sions sånger men tillämpade också herrnhutismens system med så kallade språklådor. Thingvalls hustru spelade en central roll i väckelsen och rörelsen fick genom henne ett extatiskt inslag, särskilt bland kvinnorna.  De väcktas antal uppgick 1782 till omkring 200 personer och under de två och ett halvt år som Thingvall verkade i Nederkalix anses 10 procent av pastoratets befolkning ha sympatiserat med Thingvall. 
Församlingens kyrkoherde Olof Örnberg var utpräglat antiherrnhutiskt sinnad.  Efter att Thingvall blivit anmäld kom ärendet till hovrätten, som i sitt utslag 1783 föreskrev att Thingvall skulle examineras rörande sin teologiska ståndpunkt. Processen ledde till att Thingvall fick lämna sin tjänst och förflyttades till en motsvarande adjunktstjänst i Nysätra i Västerbotten. Men även där råkade han i konflikter och fick 1790 en tjänst som vice kapellpredikant i Degerfors, som då var annex till Umeå landsförsamling, och 1791 fick han ordinarie tjänst där. Också där hade Thingvall svårigheter att finna sig tillrätta och han lämnade Degerfors år 1800 för att bli skolmästare i Luleå men avstängdes från sysslan 1804; han hade annars ett stort pedagogiskt intresse. Därefter återflyttade han till Nederkalix, där hans båda söner var passevolansvaktmästare respektive tullvaktmästare, vilket på den tiden avsåg lägre tjänstemän. 
Thingvall författade skriften Christilig barnauppfostran i anledning av Eph. 6 : v. 4, som utgavs 1818.
Thingvall gifte sig i Torneå 1783 med Barbro Magdalena Carlenius. Thingvalls bror, prästen Chrispin Thingvall, tjänstgjorde i Nederkalix under samma tid och sammanlagt i nästan 52 år, men han intog en mer avvaktande hållning till väckelsen.